# Друга англо-бірманська війна
Друга англо-бірманська війна проходила з 1852 по 1853 рік під час правління царя Паган Міна. Війна призвела до істотного збільшення захоплених територій і розширення колоніальних володінь Британської імперії.

## Причини
Ост-Індійська компанія приступила до енергійних заходів у 1851 році, коли в Рангуні були прийняті по відношенню до британських купців різні заходи, які обмежували їх свавілля. Бірманський намісник у Рангуні порушив мирний договір, зажадавши від британських комерційних суден і негоціантів сплати нових митних зборів та податків й став поводитися, з британськими купцями, які чинили опір його розпорядженням, як зі звичайними злочинцями.
У листопаді 1851 року перед Рангуном з'явилася британська ескадра, що зажадала задоволення і винагороди за заподіяні купецтву збитки. Король був змушений підкоритися, але це було лише для вигляду, щоб виграти час і переконати британців у їх безпеці, що, в свою чергу, могло утримати британців від будь-яких приготувань до нападу, а самі тим часом діяльно готувалися до визвольної війни та стягнули по обидві сторони армію, як повідомлялося, близько 150 тисяч осіб. Коли ультиматум генерал-губернатора лорда Делхузі 1852 року, у якому він категорично зажадав задоволення, залишився без відповіді, британський флот з'явився біля берегів Бірми з десятитисячним десантом під керівництвом генерала Годвіна.

## Хід війни
5 квітня британські війська захопили Мартабан, 12 квітня — Рангун, а через два дні — пагоду Шведагон, 19 травня після важких боїв було зайняте місто Пантейн, а 3 червня — Пегу, пагода Швемодо була взята у важкому бою.
Після цього настали сезони дощів, керівництво Ост-Індійської Компанії схвалило хід війни і анексію Нижньої Бірми і дельти річки Іраваді. Лорд Делхузі, ознайомившись із ситуацією, вирішив відмовитися від походу на Аву і повного завоювання всього королівства, обґрунтувавши це військовими та економічними міркуваннями.
Підготувавшись до осінніх військових дій, британці зайняли 3 жовтня Пром, придушивши слабкий опір бірманських військ. На початку грудня лорд Делхузі сповістив короля Паган Міна про приєднання всієї провінції Пегу до Британської імперії.

## Підсумок
20 січня 1853 року була випущена прокламація про анексію і війна закінчилася без підписання миру.
У цей же час вибухнула палацова революція; короля було скинуто, і на престол вступив його брат Міндон — Мін (1853–1878), з яким і було укладено перемир'я на наступних умовах:
1. Межа британських володінь визначається у Міадаї,
2. Полонені британці відпускаються,
3. Судноплавство по Іраваді відкривається для торгівців у столиці Мандалай;
4. Визнана юрисдикція дипломатичних агентів по відношенню до англо-індійських підданих.

Після цього відновилися торговельні відносини з британцями аж до нового конфлікту в 1885 році.